# Ambonus albomaculatus
Ambonus albomaculatus là một loài bọ cánh cứng trong họ Cerambycidae.